# Palazzo Besta

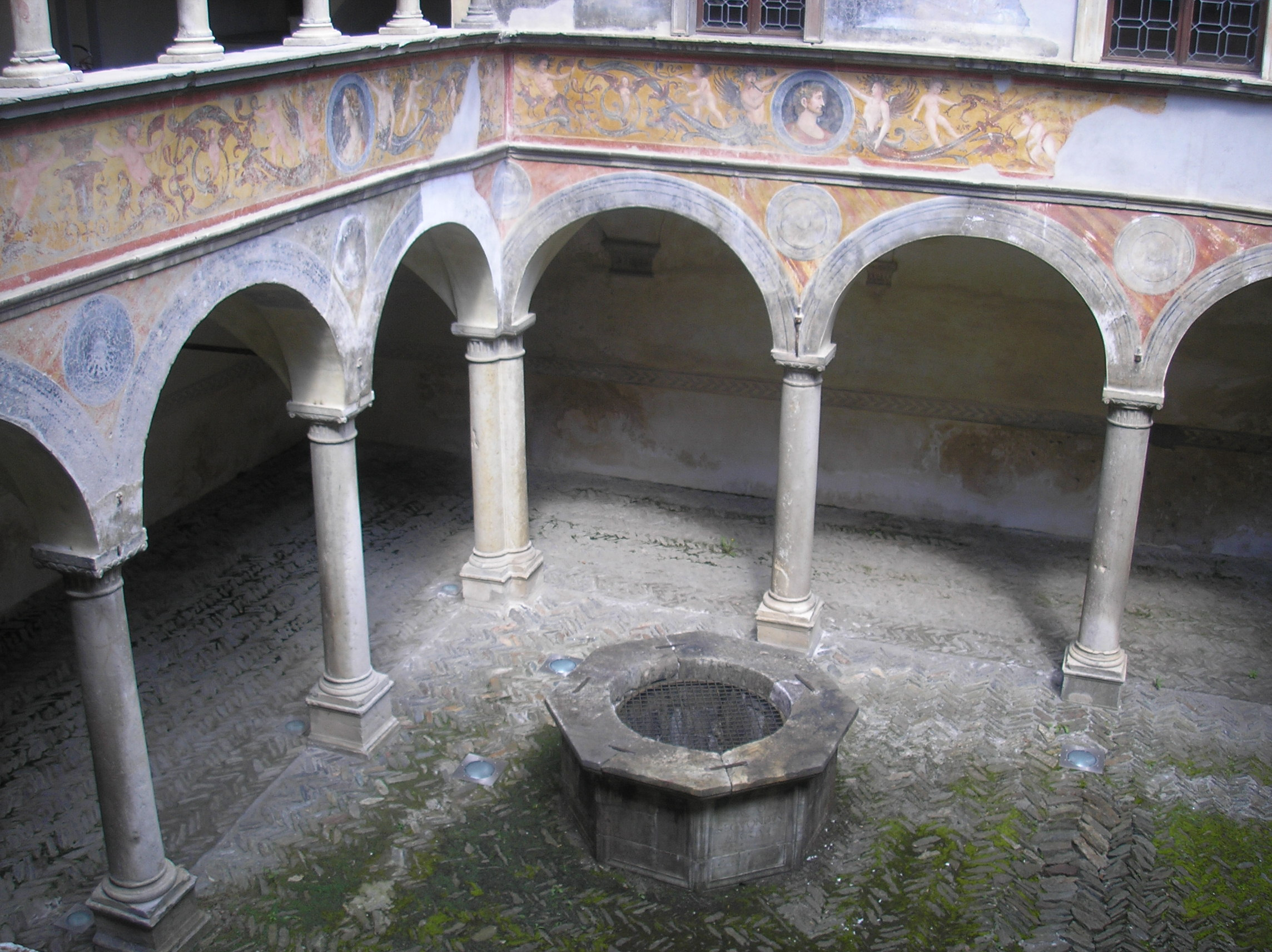
Il cortile interno del palazzo

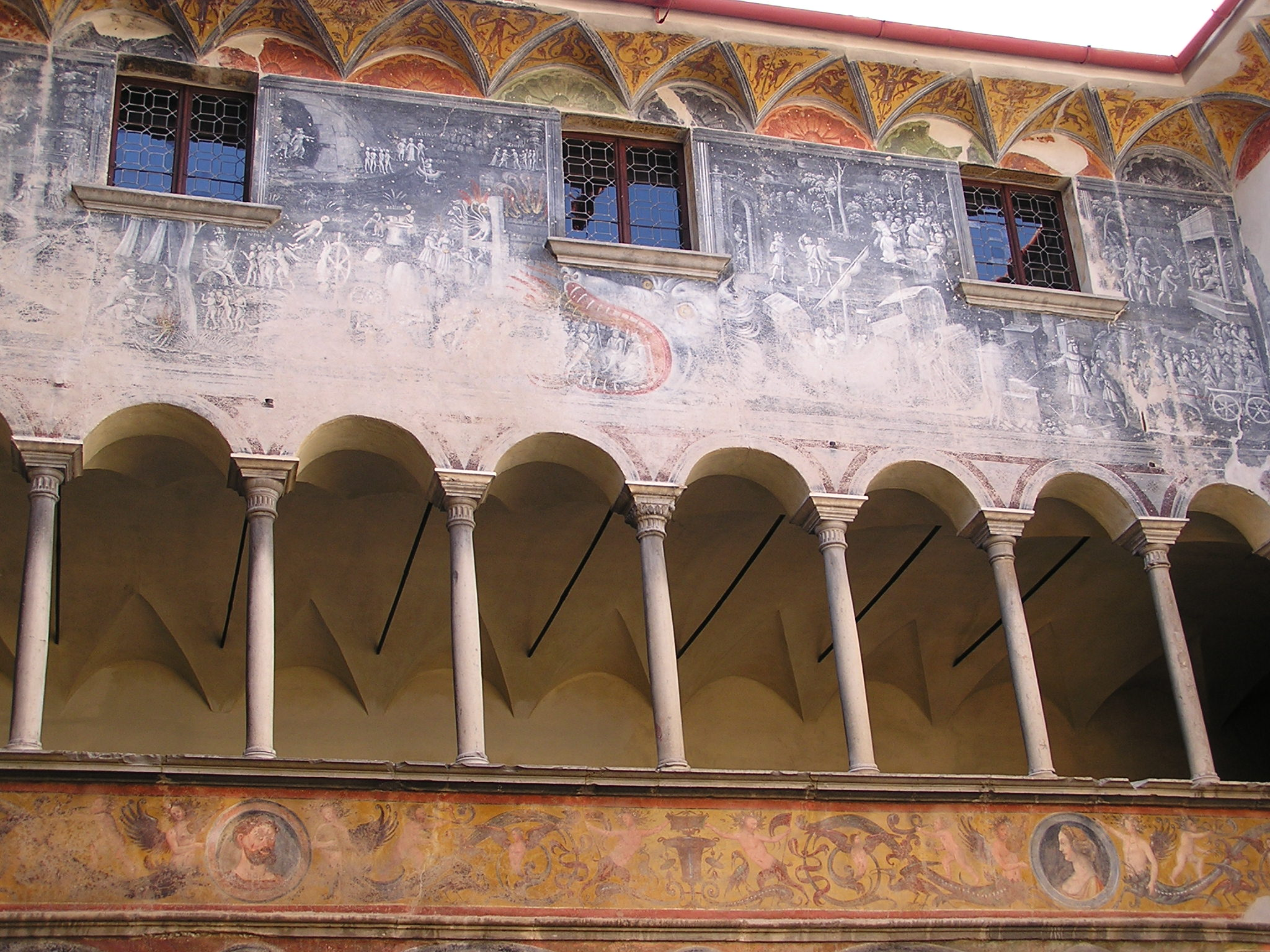
Gli affreschi rinascimentali sui muri del cortile interno del palazzo

Palazzo Besta, situato a Teglio in provincia di Sondrio, è tra le più importanti dimore rinascimentali lombarde. 

## Storia
Il palazzo è stato costruito dalla famiglia Besta, all'incirca nel 1433 su commissione di Azzo I e Azzo II Besta, probabilmente al di sopra di un preesistente edificio medioevale.. La sua proprietà nel corso dei secoli passò alle famiglie Guicciardi, Quadrio e quindi ai Parravicini. Nel 2016 il palazzo ha fatto registrare 4 180 visitatori.
Dal dicembre 2014 il Ministero per i beni e le attività culturali lo gestisce tramite il Polo museale della Lombardia, nel dicembre 2019 divenuto Direzione regionale Musei.

## Descrizione
Costituisce un ottimo esempio d'architettura rinascimentale patrizia lombarda preservata fino ad oggi. All'interno vi è un cortile rettangolare con doppio loggiato, pareti affrescate con episodi dell'Eneide (1540-1630 circa) e un pozzo ottagonale. Il primo piano tutti i saloni sono affrescati con motivi mitologici, principalmente raffiguranti vicende tratte dalle Metamorfosi di Ovidio, dall'Orlando Furioso di Ludovico Ariosto e motivi biblici, tra cui un affresco di Giuseppe Prina rappresentante La regina di Saba ricevuta da re Salomone. 
Nella Sala della creazione, oltre alle lunette con le storie della Genesi, troviamo affrescata sulla volta una notevole rappresentazione geografica rinascimentale: si tratta di un planisfero "pallioforme" che si ipotizza sia stato realizzato utilizzando come modello geografico la rara Weltkarte, un manufatto realizzato a stampa, nel 1545, dal cartografo e matematico renano Caspar Vopel (1511-1561) come teorizzato a partire dal 2003 dagli studi del ricercatore Claudio Piani (Maphist, 2003).
Al piano terra, negli spazi del corpo di guardia, ora è allestito il museo "Antiquarium Tellinum" con steli preistoriche, di cui una interpretata come rappresentazione di una Dea Madre.